# Chiesa di Santa Maria ad Elisabetta (Capo di Ponte)
La chiesa di Santa Maria ed Elisabetta di Cemmo si trova nella parte alta del paese, a strapiombo sul torrente Clegna.
Inizialmente intitolata ai Santi Faustino e Giovita, le sue origini risalgono al XII secolo.

## Storia[1]
Questo piccolo santuario sorge isolato a monte dell'abitato di Cemmo e si divide in due strutture principali: la prima, più antica, occupa la parte occidentale, mentre la seconda, aggiunta a metà del Seicento, occupa il lato est.
Il primo corpo di questo oratorio fu eretto all'inizio del XII secolo, e venne inizialmente intitolato ai santi Faustino e Giovita; esso comprendeva solo il lato occidentale con l'ingresso a picco sulla forra del torrente Clegna. Il primo documento che ne certifica l'esistenza è la bolla papale di Innocenzo II stesa nel 1132 durante la sua permanenza a Brescia. Nei secoli successivi il piccolo santuario subì numerose modifiche: nel corso del Trecento le pareti furono decorate con affreschi, mentre nel secolo seguente venne costruita una facciata sul lato orientale, invertendo quindi l'orientamento del luogo di culto ai fini di facilitarne l'accesso. Venne anche aggiunto il campanile che si richiama nettamente, soprattutto nei fregi decorativi, alla vicina pieve di San Siro.
Nel 1611 il vescovo di Brescia, monsignor Giorgi, constatando l'inadeguatezza del vicino oratorio della Confraternita dei Disciplini intitolato a Santa Maria Elisabetta, ne decretò la demolizione trasferendo la confraternita presso questo edificio. Ne conseguì il cambio d'intitolazione della chiesa a quella attuale; l'evento è ricordato da una scritta posta sopra il portale. In seguito fu aggiunto il nucleo orientale e verso la metà del XVII secolo furono eretti il pronao e il frontone.
L'altare maggiore è dedicato alla Visitazione della Beata Vergine e le due tele laterali che raffigurano i santi Faustino e Giovita, risalenti al Seicento, sono opera del Gaioni. Nel corpo più antico, sul fondo sopra il portale e sul lato destro, rimangono visibili tracce di affreschi trecenteschi.
L'edificio e i fondi agricoli connessi furono inizialmente di proprietà del monastero benedettino di San Faustino Maggiore di Brescia, quindi passò in gestione alla confraternita dei disciplini nel XVII secolo. All'inizio dell'Ottocento venne ceduto alla famiglia Sgabussi e infine acquisito dalla fabbriceria di Cemmo.